# Bellingham Sportsplex
Bellingham Sportsplex je multifunkční aréna v Bellinghamu, ve státě Washington. Aréna obsahuje dvě hřiště s umělou trávou, které jsou používány především pro halový fotbal, ledovou plochu, kterou používají zdejší amatérské hokejové týmy, školy krasobruslení a také hokejový tým Western Washington University.